# Châm ngôn Hướng đạo
Châm ngôn Hướng đạo của phong trào Hướng đạo trong tiếng Việt vốn được gọi là Sắp Sẵn (Be Prepared). Nó được dùng bằng nhiều thứ ngôn ngữ bởi hàng triệu Hướng đạo sinh trên khắp thế giới từ năm 1907. Đa số các tổ chức thành viên của Hội Nữ Hướng đạo Thế giới cùng chia sẻ châm ngôn này.

## Tên Robert Baden-Powell trên châm ngôn
Dĩ nhiên, đây không phải là một sự trùng hợp ngẫu nhiên mà khẩu hiệu Be Prepared này được viết tắt thành B.P. và Robert Baden-Powell, người sáng lập ra phong trào Hướng đạo, dùng để viết tắt họ của mình thành B.-P.
Trong phần ba của sách Hướng đạo cho nam, Robert Baden-Powell giải thích ý nghĩa của châm ngôn đó như sau:

Châm ngôn Hướng đạo là:
SẮP SẴN
có nghĩa là bạn luôn trong trạng thái sẵn sàng về tâm trí và thân thể để làm BỔN PHẬN.
- Sắp Sẵn về tâm trí bằng cách tự kỷ luật để tuân lệnh mọi mệnh lệnh, và cũng bằng cách phán đoán trước khi một tai nạn hoặc tình huống nào đó có thể xảy ra để bạn biết làm đúng việc vào đúng lúc và sẵn lòng làm vậy.
- Sắp Sẵn về thân thể bằng cách tự rèn luyện cho khỏe mạnh và hoạt bát và có thể làm đúng việc vào đúng lúc và làm nó ngay.

"Làm đúng việc vào đúng lúc" có thể trong một tình huống cực độ:
"Khi một người đã đi quá xa đến quyết định muốn tự tử, một Hướng đạo sinh nên biết phải làm sao với người đó."
"SẮP SẴN để hy sinh vì quốc gia của bạn nếu cần, để khi đến lúc đó bạn có thể bình thản và tự tin mà không quan tâm đến là mình sẽ bị giết chết hay không."
Sự rèn luyện mà bạn nhận được sẽ giúp bạn sống với châm ngôn Hướng đạo. Khi một người bị tai nạn, bạn đã sắp sẵn nhờ những chỉ dẫn y tế bạn đã học. Nhờ được rèn luyện kỹ năng cứu đuối của hướng đạo, bạn có thể cứu được một người không biết bơi chẳng may ngã vào vùng nước sâu. Bạn sẽ mưu sinh được trong rừng thẳm nếu chẳng may gặp tai nạn và có thể tìm được đường sống sót nếu như bạn đã học những kỹ năng mưu sinh thoát hiểm rất phổ biến của phong trào Hướng Đạo.
Nhưng Baden-Powell không chỉ nghĩ về sự sắp sẵn trong những tình huống khẩn cấp. Ý của ông là tất cả những Hướng Đạo Sinh phải luôn sắp sẵn để trở thành những công dân có ích và luôn mang lại niềm vui cho người khác. Ông muốn rằng mỗi Hướng Đạo Sinh phải sẵn sàng từ tinh thần cho đến thể chất trong bất cứ cuộc chiến nào, và có được một trái tim mạnh mẽ khi đứng trước bất kỳ thử thách nào của cuộc sống.
Cũng tương tự, sách chỉ nam đầu tiên cho Nữ Hướng đạo, Làm sao để nữ có thể giúp xây dựng lên Đế quốc của Agnes và Robert Baden-Powell giải thích tương tự:

Châm ngôn của Nữ Hướng đạo là "Sắp Sẵn". Tại sao như thế?
Bởi vì giống như những Nữ Hướng đạo khác, bạn phải sắp sẵn vào bất cứ lúc nào để đối phó với khó khăn và thậm chí nguy hiểm bằng cách biết điều gì để làm và làm nó như thế nào.

## Trong nhiều ngôn ngữ
- Tiếng Á Rập: كن مستعدين (Kun Musta'idan)
- Tiếng Amharic: ዝግጁ ([zə.ɡə.dʒu],
- Tiếng Armenia: Misht Badrast
- Tiếng Azeri: Daima Hazir
- Tiếng Belarus: Napagatovye
- Tiếng Trung: 準備 (chuẩn bị)
- Tiếng Croatia: Budi Pripraven
- Tiếng Séc: Buď Připraven
- Tiếng Đan Mạch: Vær beredt
- Tiếng Hà Lan: Weest Paraat/Wees bereid
- Tiếng Anh: Be Prepared
- Tiếng Quốc tế: Estu preta
- Tiếng Estonia: Ole valmis
- Tiếng Tagalog: Laging Handâ
- Tiếng Phần Lan: Ole valmis
- Tiếng Pháp: Sois Prêt hoặc Toujours Prêt ("hãy sẵn sàng" hoặc "luôn sẵn sàng")
- Tiếng Gruzia: იყავი მზად (ikavi mzad)
- Tiếng Đức: Allzeit bereit
- Tiếng Hy Lạp: Έσω Έτοιμος
- Tiếng Hebrew: היה נכון (heye nachon)
- Tiếng Hungary: Légy Résen
- Tiếng Interlingua: Sempre Preste
- Tiếng Gaeilge: Bí Ullamh
- Tiếng Ý: Sii Preparato
- Tiếng Nhật: Sonae-yo Tsuneni
- Tiếng Triều Tiên: ㅈㅜㄴㅂㅣ
- Tiếng Kyrgyz: Dayar Bol
- Tiếng Lào: ຕຣຽມພຣ້ອມ (/tliaːm˨ pʰlɔːm˦˩/)
- Tiếng Latvia: Esi Modrs
- Tiếng Latin: Estote Parati
- Tiếng Litva: Budek
- Tiếng Macedonia: Budi Spreman
- Tiếng Malay: Sentiasa Bersedia
- Tiếng Malta: Kun Lest
- Tiếng Mông Cổ: Belen Bol
- Tiếng Na Uy: Vær Beredt, trả lời Alltid Beredt
- Tiếng Pashto: Tayar Osay
- Tiếng Ba Tư: Aamaadeh Baash
- Tiếng Ba Lan: Czuwaj
- Tiếng Bồ Đào Nha: Sempre Alerta
- Tiếng Nga: Будь готов (Bud' Gotov)
- Tiếng Serbia: Budi Spreman
- Tiếng Shqiptar: Ji Gati hay Pergatitu
- Tiếng Slovenia: Bodi pripravljen hay Bud Pripavany
- Tiếng Tây Ban Nha: Siempre Listo hay Siempre Alerta
- Tiếng Thụy Điển: Var redo, Alltid redo
- Tiếng Thái: จงเตรียมพร้อม
- Tiếng Turkmen: Daima Häzir
- Tiếng Uighur: Tayyar Bol
- Tiếng Ukraina: Hotuis
- Tiếng Việt: Sắp Sẵn